# Очима
Очима (с укр. — «Глазами») — песня украинской певицы Джамалы, выпущенная как первый сингл в поддержку нового альбома певицы «Подих», релиз которого состоялся осенью 2015 года. Музыка и слова написаны самой певицей. Релиз песни состоялся 26 марта 2015 года в iTunes.

## Описание
«Очима» — авторская композиция, для которой артистка сама написала и слова, и музыку. В ней Джамала затрагивает темы отношений между мужчиной и женщиной, Родины и поиска пути домой.
«У каждой книги есть первая глава. Очима - это первая глава моего нового альбома. Она лишь приоткрывает завесу тайны, готовит вас к новой порции моих раздумий и переживаний и на тему отношений между мужчиной и женщиной, и о Родине, и о поиске пути домой»
По словам певицы, она написала эту песню, вдохновившись исключительно "мужской" музыкой – Marvin Gaye, Paolo Nutini, Ben Howard, Jungle Jackson.

## Участники записи
- Сусана Джамаладинова — автор музыки и текста, вокал, бэк-вокал.
- Виктория Платова — автор текста
- Игорь Тарнопольский — продюсер

## Список композиций
| №  | Название | Текст песни                            | Музыка               | Длительность |
| -- | -------- | -------------------------------------- | -------------------- | ------------ |
| 1. | «Очима»  | Сусана Джамаладинова, Виктория Платова | Сусана Джамаладинова | 4:33         |

## История релиза
| Регион  | Дата          | Формат               | Распространитель |
| ------- | ------------- | -------------------- | ---------------- |
| Украина | 26 марта 2015 | Цифровая дистрибуция | Enjoy! Records   |